# Muraltia ciliaris
Muraltia ciliaris är en jungfrulinsväxtart som beskrevs av Dc.. Muraltia ciliaris ingår i släktet Muraltia och familjen jungfrulinsväxter. Inga underarter finns listade i Catalogue of Life.